# Monobia atrorubra
Monobia atrorubra är en stekelart som beskrevs av Adolpho Ducke 1904. Monobia atrorubra ingår i släktet Monobia och familjen Eumenidae. Inga underarter finns listade i Catalogue of Life.